# Stai bene su tutto
Stai bene su tutto è un singolo del cantautore italiano Luigi Strangis, pubblicato il 16 settembre 2022 come primo estratto dall'album in studio Voglio la gonna.

## Descrizione
Il brano, scritto da Fabrizio Fusaro, è prodotto da Simone Guzzino.

## Promozione
Il singolo è stato presentato durante un'ospitata del cantautore alla ventiduesima edizione del talent show Amici di Maria De Filippi e cantato anche a Verissimo.

## Video musicale
Il video musicale, diretto da Stefano Lari, è stato pubblicato il 30 settembre 2022 attraverso il canale YouTube del cantautore.

## Tracce
Testi di Fabrizio Fusaro, musiche di Enrico Zoni, Fabrizio Fusaro, Simone Guzzino.
1. Stai bene su tutto – 2:36